# Nurnus
Nurnus – wieś w Armenii, w prowincji Kotajk. W 2011 roku liczyła 532 mieszkańców.